# Мікаель Крон-Делі
Мікаель Крон-Делі (дан. Michael Krohn-Dehli, нар. 6 червня 1983, Копенгаген) — данський футболіст, фланговий півзахисник клубу «Депортіво» та національної збірної Данії.

## Клубна кар'єра
Вихованець юнацьких команд футбольних клубів «Брондбю» та «Аякс».
У дорослому футболі дебютував 2004 року виступами у Нідерландах за команду клубу «Валвейк», в якій провів даа сезони, взявши участь у 48 матчах чемпіонату.
Своєю грою за цю команду привернув увагу представників тренерського штабу клубу «Аякс», до складу якого приєднався 2006 року. Закріпитися у складі команди з Амстердама не зміг і вже на початку 2007 року був відданий в оренду до роттердамської «Спарти».

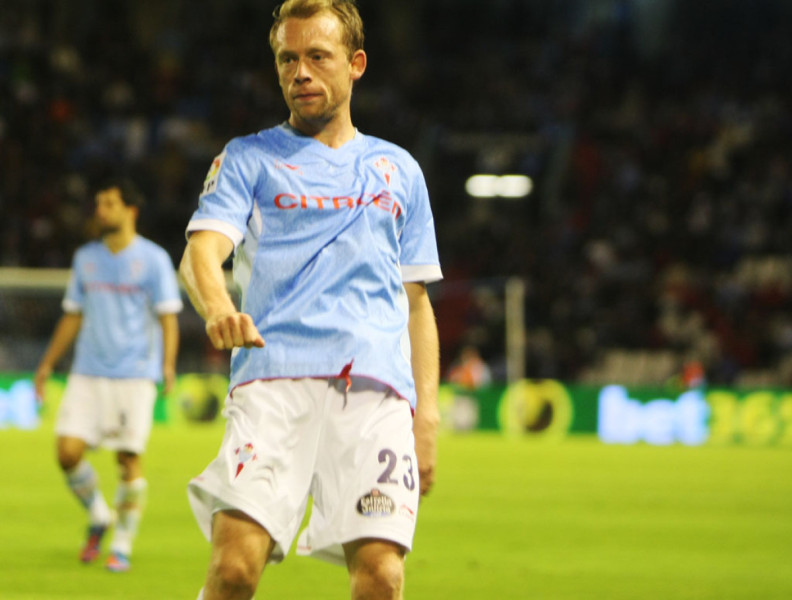
Мікаель Крон-Делі під час виступів за «Сельту». 2012 рік.

Влітку 2007 року повернувся до клубу «Аякс». Знову мав проблеми з потраплянням до основного складу і, провівши протягом сезону за «Аякс» лише одну гру в чемпіонаті, 2008 року повернувся на батьківщину, де уклав контракт з клубом «Брондбю». В новому клубі став регулярно включатися до стартового складу команди і регулярно забивати.
21 серпня 2012 року Крон-Делі перейшов до «Сельти» за 1 млн євро. Його дебют у іспанській Прымері відбувся 25 серпня в матчі проти «Реал Сосьєдада», що завершився поразкою «Сельти» 2:1. Протягом трьох сезонів данець був одним з ключових хавбеків команди, проте 2015 року сторони не змогли дійти згоди щодо продовження контракту і червні 2015 року Мікаель на правах вільного агента підписав дворічний контракт з «Севільєю». У новій команді розпочав також як основний гравець, але в кінці квітня 2016 року 33-річний Крон-Делі переніс операцію на лівій колінній чашечці, яку він зламав в гостьовому поєдинку 1/2 фіналу Ліги Європи проти донецького «Шахтаря» (2:2).. В результаті Мікаель змушений був пропустити 7-8 місяців. В кінці листопада 2016 року данець відновив тренувальний процес і був готовий повернутися на поле. Однак під час одного з останніх тренувань команди Хорхе Сампаолі Крон-Делі відчув дискомфорт в правому коліні. У підсумку лікарі виявили у півзахисника розрив латерального меніска правого коліна, через який він у січні 2017 року був успішно прооперований в одній з клінік Мадрида. В результаті Крон-Делі повернувся до гри лише у травні 2017 року. Пропустивши більше року, Крон-Делі так і не зумів після травм повернути собі місце в основі.
29 січня 2018 року на правах вільного агента Крон-Делі підписав контракт на півтора року з іспанським клубом «Депортіво». До кінця сезону відіграв за клуб з Ла-Коруньї 11 матчів в Ла Лізі, але не врятував команду від вильоту у Сегунду.

## Виступи за збірну
2000 року дебютував у складі юнацької збірної Данії, взяв участь у 5 іграх на юнацькому рівні.

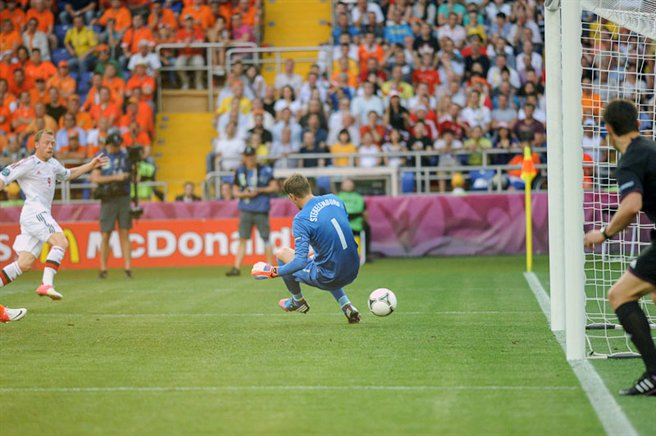
Мікаель Крон-Делі забиває гол у ворота Нідерландів на Євро-2012.

Протягом 2002–2005 років залучався до складу молодіжної збірної Данії. На молодіжному рівні зіграв у 18 офіційних матчах, забив 6 голів.
11 жовтня 2006 року дебютував в офіційних матчах у складі національної збірної Данії в матчі кваліфікаційного турніру до чемпіонату Європи 2008 року проти збірної Ліхтенштейну, який завершився перемогою данців з рахунком 4:0. Далі він не грав за збірну ще 2 роки, поки не зайняв місце лівого нападника замість травмованого Мартіна Йергенсена восени 2008 року.
У складі збірної був учасником Євро-2012, ставши автором першого гола збірної Данії на турнірі, завдяки якому данці здобули першу з 1967 року перемогу над збірною Нідерландів (1:0). У третьому турі Крон-Делі забив другий гол, відзначившись у воротах німців, втім його команда поступилась 1:2 і не вийшла з групи.
2018 року, після трирічної перерви, Крон-Делі знову отримав виклик до збірної і поїхав з командою на чемпіонат світу 2018 року у Росії.
Наразі провів у формі головної команди країни 61 матч, забив 6 голів.
| Дата       | Місто              | Господарі          | Результат  | Гості      | Турнір            | Голи | Примітки |
| ---------- | ------------------ | ------------------ | ---------- | ---------- | ----------------- | ---- | -------- |
| 11-10-2006 | Вадуц              | Ліхтенштейн        | 0 – 4      | Данія      | Відбір до ЧЄ 2008 | -    | 78'      |
| 11-10-2008 | Копенгаген         | Данія              | 3 – 0      | Мальта     | Відбір до ЧС 2010 | -    | 60'      |
| 19-11-2008 | Брондбю            | Данія              | 0 – 1      | Уельс      | товариський матч  | -    | 60'      |
| 17-1-2010  | Накхонратчасіма    | Польща             | 1 – 3      | Данія      | товариський матч  | -    | 66'      |
| 3-3-2010   | Відень             | Австрія            | 2 – 1      | Данія      | товариський матч  | -    |          |
| 27-5-2010  | Ольборг            | Данія              | 2 – 0      | Сенегал    | товариський матч  | -    | 67'      |
| 7-9-2010   | Копенгаген         | Данія              | 1 – 0      | Ісландія   | Відбір до ЧЄ 2012 | -    | 76'      |
| 12-10-2010 | Копенгаген         | Данія              | 2 – 0      | Кіпр       | Відбір до ЧЄ 2012 | -    | 65'      |
| 17-11-2010 | Орхус              | Данія              | 0 – 0      | Чехія      | товариський матч  | -    |          |
| 9-2-2011   | Копенгаген         | Данія              | 1 – 2      | Англія     | товариський матч  | -    | 70'      |
| 26-3-2011  | Осло               | Норвегія           | 1 – 1      | Данія      | Відбір до ЧЄ 2012 | -    | 82'      |
| 29-3-2011  | Трнава             | Словаччина         | 1 – 2      | Данія      | товариський матч  | 1    | 86'      |
| 4-6-2011   | Рейк'явік          | Ісландія           | 0 – 2      | Данія      | Відбір до ЧЄ 2012 | -    | 46'      |
| 10-8-2011  | Глазго             | Шотландія          | 2 – 1      | Данія      | товариський матч  | -    | 76'      |
| 6-9-2011   | Копенгаген         | Данія              | 2 – 0      | Норвегія   | Відбір до ЧЄ 2012 | -    | 70'      |
| 7-10-2011  | Нікосія            | Кіпр               | 1 – 4      | Данія      | Відбір до ЧЄ 2012 | 1    |          |
| 11-10-2011 | Копенгаген         | Данія              | 2 – 1      | Португалія | Відбір до ЧЄ 2012 | 1    |          |
| 11-11-2011 | Копенгаген         | Данія              | 2 – 0      | Швеція     | товариський матч  | 1    |          |
| 15-11-2011 | Есб'єрг            | Данія              | 2 – 1      | Фінляндія  | товариський матч  | -    | 58'      |
| 29-2-2012  | Копенгаген         | Данія              | 0 – 2      | Росія      | товариський матч  | -    | 46'      |
| 26-5-2012  | Гамбург            | Данія              | 1 – 3      | Бразилія   | товариський матч  | -    | 72'      |
| 2-6-2012   | Копенгаген         | Данія              | 2 – 0      | Австралія  | товариський матч  | -    | 74'      |
| 9-6-2012   | Харків             | Нідерланди         | 0 – 1      | Данія      | ЧЄ 2012           | 1    |          |
| 13-6-2012  | Львів              | Данія              | 2 – 3      | Португалія | ЧЄ 2012           | -    | 90'      |
| 17-6-2012  | Львів              | Данія              | 1 – 2      | Німеччина  | ЧЄ 2012           | 1    |          |
| 15-8-2012  | Копенгаген         | Данія              | 1 – 3 д.ч. | Словаччина | товариський матч  | -    |          |
| 8-9-2012   | Копенгаген         | Данія              | 0 – 0      | Чехія      | Відбір до ЧС 2014 | -    |          |
| 12-10-2012 | Софія (місто)      | Болгарія           | 1 – 1      | Данія      | Відбір до ЧС 2014 | -    |          |
| 16-10-2012 | Мілан              | Італія             | 3 – 1      | Данія      | Відбір до ЧС 2014 | -    | 83'      |
| 14-11-2012 | Стамбул            | Туреччина          | 1 – 1      | Данія      | товариський матч  | -    | 66'      |
| 6-2-2013   | Скоп'є             | Північна Македонія | 3 – 0      | Данія      | товариський матч  | -    | 82'      |
| 22-3-2013  | Оломоуць           | Чехія              | 0 – 3      | Данія      | Відбір до ЧС 2014 | -    |          |
| 26-3-2013  | Копенгаген         | Данія              | 1 – 1      | Болгарія   | Відбір до ЧС 2014 | -    | 69'      |
| 5-6-2013   | Ольборг            | Данія              | 2 – 1      | Грузія     | товариський матч  | -    | 46'      |
| 11-6-2013  | Копенгаген         | Данія              | 0 – 4      | Вірменія   | Відбір до ЧС 2014 | -    | 5'       |
| 14-8-2013  | Гданськ            | Польща             | 3 – 2      | Данія      | товариський матч  | -    | 72'      |
| 6-9-2013   | Аттард             | Мальта             | 1 – 2      | Данія      | Відбір до ЧС 2014 | -    | 46'      |
| 10-9-2013  | Єреван             | Вірменія           | 0 – 1      | Данія      | Відбір до ЧС 2014 | -    |          |
| 11-10-2013 | Копенгаген         | Данія              | 2 – 2      | Італія     | Відбір до ЧС 2014 | -    |          |
| 15-10-2013 | Копенгаген         | Данія              | 6 – 0      | Мальта     | Відбір до ЧС 2014 | -    |          |
| 15-11-2013 | Гернінг            | Данія              | 2 – 1      | Норвегія   | товариський матч  | -    |          |
| 5-3-2014   | Лондон             | Англія             | 1 – 0      | Данія      | товариський матч  | -    |          |
| 22-5-2014  | Будапешт           | Угорщина           | 2 – 2      | Данія      | товариський матч  | -    | 79'      |
| 28-5-2014  | Копенгаген         | Данія              | 1 – 0      | Швеція     | товариський матч  | -    | 78'      |
| 7-9-2014   | Копенгаген         | Данія              | 2 – 1      | Вірменія   | Відбір до ЧЄ 2016 | -    |          |
| 11-10-2014 | Ельбасан           | Албанія            | 1 – 1      | Данія      | Відбір до ЧЄ 2016 | -    |          |
| 14-10-2014 | Копенгаген         | Данія              | 0 – 1      | Португалія | Відбір до ЧЄ 2016 | -    |          |
| 14-11-2014 | Белград            | Сербія             | 1 – 3      | Данія      | Відбір до ЧЄ 2016 | -    | 79'      |
| 25-3-2015  | Орхус              | Данія              | 3 – 2      | США        | товариський матч  | -    | 78'      |
| 29-3-2015  | Париж              | Франція            | 2 – 0      | Данія      | товариський матч  | -    |          |
| 8-6-2015   | Віборг             | Данія              | 2 – 1      | Чорногорія | товариський матч  | -    | 73'      |
| 13-6-2015  | Копенгаген         | Данія              | 2 – 0      | Сербія     | Відбір до ЧЄ 2016 | -    | 61'      |
| 4-9-2015   | Копенгаген         | Данія              | 0 – 0      | Албанія    | Відбір до ЧЄ 2016 | -    |          |
| 7-9-2015   | Єреван             | Вірменія           | 0 – 0      | Данія      | Відбір до ЧЄ 2016 | -    | 56'      |
| 8-10-2015  | Брага (Португалія) | Португалія         | 1 – 0      | Данія      | Відбір до ЧЄ 2016 | -    |          |
| 11-10-2015 | Копенгаген         | Данія              | 1 – 2      | Франція    | товариський матч  | -    | 56'      |
| 17-11-2015 | Копенгаген         | Данія              | 2 – 2      | Швеція     | Відбір до ЧЄ 2016 | -    | 46'      |
| 2-6-2018   | Стокгольм          | Швеція             | 0 – 0      | Данія      | товариський матч  | -    | 60'      |
| 9-6-2018   | Брондбю            | Данія              | 2 – 0      | Мексика    | товариський матч  | -    | 90'      |
| Усього     |                    | Матчів             | 59         |            | Голів             | 6    |          |

## Досягнення
«Аякс»
- Володар Суперкубка Нідерландів (1): 2006

 «Севілья»
- Переможець Ліги Європи (1): 2015/16